# 인지공학
인지공학(Cognitive engineering)은 인지심리학과 인지 신경과학을 사용하여 사용자의 인지 프로세스를 지원하거나 개선하기 위한 엔지니어링 시스템을 설계하고 개발하는 연구 방법이다.

## 역사
1970년대 벨 연구소에서 사용된 공학적 방법으로 사람들이 일반적인 은유를 기반으로 시스템의 인지 모델을 형성하는 방법에 중점을 두었다.
"아이디어는 사람들이 모델을 만든다는 것이다. 그들에게 수도꼭지, 전기 스토브 등과 같은 도구, 도구를 제시하고 그것이 어떻게 작동하는지 보여준다. 그런 다음 그들은 내부에서 어떻게 작동하는지 보여주는 모델을 머릿속에 형성한다. 그들이 미래에 그것을 어떻게 사용하는지 기억하도록 도와달라. 이는 블랙박스 내부에서 일어나는 일에 대한 완전히 잘못된 모델일 수 있다."— 조지프 헨리 콘돈

콘돈(Condon)에 따르면 인지 공학의 아이디어는 유닉스 운영 체제에 대한 초기 작업보다 나중에 개발되었으며 독립적으로 개발되었다.
도널드 노먼은 그의 1981년 기사 "유닉스에 대한 진실: 사용자 인터페이스는 끔찍하다."(The truth about Unix: The user interface is horrid.)에서 인지공학의 원리를 인용했다. 노먼은 유닉스의 사용자 인터페이스가 "일반 사용자에게는 재앙"이라고 비판했다. 그러나 "일반 사용자"는 유닉스의 대상 고객이 아니며 위의 콘돈 인용문에서 알 수 있듯이 높은 수준의 사용자 인터페이스 추상화는 "완전히 잘못된" 인지 모델로 이어진다.